# ザーパド81

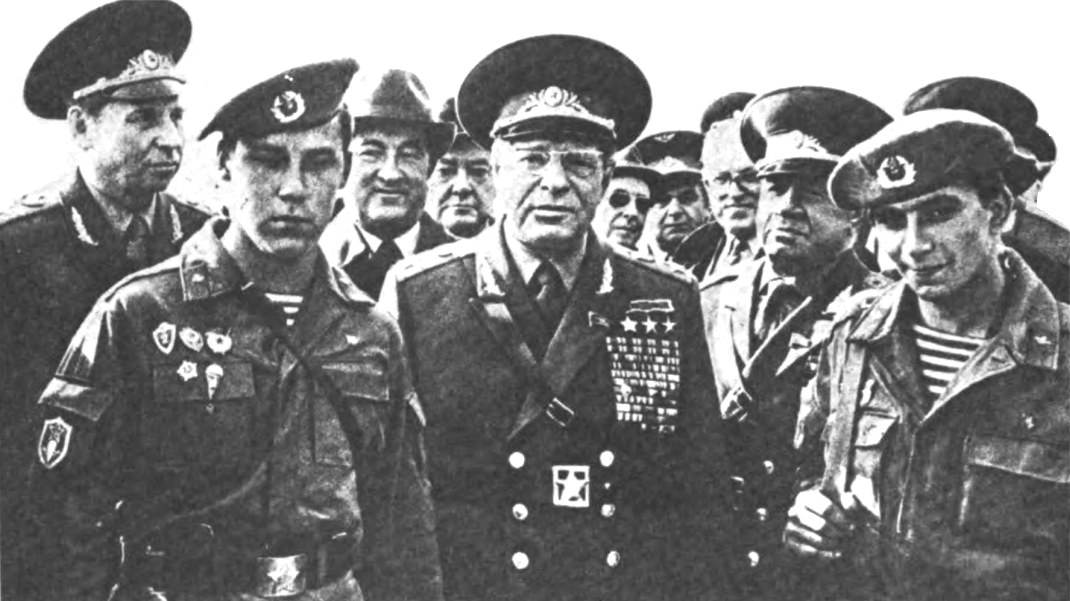
ザーパド81で空挺部隊とともに写真に映る将軍ら（左から: ニコライ・オガルコフ、ドミトリー・ウスチノフ、アレクセイ・イェーピシェフ）。

ザーパド81（ロシア語: Запад-81）はソ連が1981年9月に実施した軍事演習。

## 概要
ワルシャワ条約機構の加盟国も参加して10万人以上が動員された東側諸国を挙げての合同演習であり、ソ連史上最大の軍事演習とされる。
1981年9月4日に開始され、8日間継続したものと推測される。これは東欧民主化の先駆け的存在である独立自主管理労働組合「連帯」の大会に合わせた日程であり、ポーランドに圧力をかける狙いがあったとされる。
中距離戦略ミサイル"RSD-10"や1143型航空巡洋艦"キエフ"などが披露された。
この演習はヘルシンキ宣言に違反しているとして、アメリカ合衆国から抗議を受けている。
ソビエト連邦の崩壊後、2018年9月にこの演習の規模を超えたとされる冷戦後最大の軍事演習「ボストーク2018」がロシア連邦軍と中国人民解放軍とモンゴル軍によってロシア極東で行われた。